# Qaraqiya
Qaraqiya (en kazakh: Қарақия ойпаты, Kharakhià oilat significa 'Còctel negre' en turc) és una depressió que ocupa una gran àrea, amb una longitud d'uns 40 km a la rasa càrstica de prop de la mar Càspia. En el seu punt més baix a Vpadina Kaundy, es troba aproximadament a 134 metres sota el nivell del mar. És el punt més baix de l'Àsia central, Kazakhstan i l'antiga Unió Soviètica. També es coneix com la Depressió de Qaraqiya i la fossa de la muntanya de Qaraqiya.
La rasa es va formar amb pedra calcària soluble, dolomita i guix dissolt, formant sots, embuts i coves que finalment es va ensorrar. Avui en dia la rasa engloba moltes cingleres i desnivells i genera núvols de pluja provocats per l'aire que s'eleva per sobre d'ella. Hi ha un llac primaveral al sud-oest de la rasa i un rierol que ascendeix d'un pou perforat i desapareix de nou terra endins.
La rasa està habitada per muflons, guineus de les estepes, serps, llebres i voltors. És l'únic lloc de l'altiplà Mangyshlak on creixen, bolets i aquests són recollits per la població local.